# Djavakhétie
Pour les articles homonymes, voir Plateau de Djavakheti.
 (mai 2017).

Le Djavakheti au sein de la Géorgie.

La Djavakhétie, parfois Djavakheti (en géorgien : ჯავახეთი ; en arménien : Ջավախք, Djavakhk) est une province historique de la Géorgie.
Elle regroupe deux districts (raions), Akhalkalaki et Ninotsminda, peuplés majoritairement d'Arméniens (54 % de la population) et intégrés en 1994 dans la région géorgienne de Samtskhé-Djavakhétie.

## Histoire
La Djavakhétie, et son annexe la Calarzène, étaient des principautés géorgiennes situées au sud-ouest du Karthli. Après la suppression par les Perses sassanides de la royauté d'Ibérie en 580, elles sont gouvernées par une branche de la dynastie chosroïde d'Ibérie issue de Léon (vers 534), un fils du roi Vakhtang Ier Gourgasali et de sa seconde épouse byzantine, dite par les historiens modernes des Gouaramides.
Les principautés furent acquises vers 780 par le prince bagratide Adarnasé Ier.
Elle a également constitué au cours de son histoire deux cantons de la province historique arménienne du Gougark.
Lors de l'indépendance des républiques caucasiennes, l'Arménie et la Géorgie revendiquent toutes deux la région (l'ouiezd d'Akhalkalaki, mais également le Lorri) et s'affrontent lors de la guerre arméno-géorgienne du 13 au 31 décembre 1918 ; une médiation des Britanniques et des Français, à la mi-janvier 1919, confie l'administration de la région à la Géorgie moyennant la participation au pouvoir de la population arménienne. En juin 1921, la question est à nouveau examinée par les autorités soviétiques. Le 4 juillet 1921, le Kavburo rend sa décision, à laquelle Staline, alors commissaire du peuple responsable des nationalités, « n'est pas étranger », et confirme l'appartenance à la Géorgie.
Depuis l'indépendance du pays, en 1991, la Djavakhétie, éloignée des grands centres urbains et des voies de transports, a peiné à se développer.
C'est la région d'origine du poète arménien Vahan Térian.